# San Javier (Bolívia)
San Francisco Javier foi fundada como uma redução jesuítica entre os chiquitos, no dia 31 de dezembro de 1691, pelo padre José de Arce y Rojas, acompanhado pelo irmão Antônio de Rivas. Inicialmente era conhecida como "San Francisco Javier de los piñocas".
A redução sofreu diversos deslocamentos até que em 1708 foi instalada em seu lugar definitivo, na época em que era dirigida pelo padre Francisco Lucas Cavallero.
Em 1730, foi fundada um escola de música barroca no lugar.
A Igreja do lugar, foi originalmente construída em 1752. Essa Igreja em estilo barroco foi restaurada entre 1987 e 1993.
Atualmente, a principal atividade econômica é a agricultura. No local também ocorrem eventos culturais, como concertos de música barroca que tem atraído turistas para o lugar.
As construções históricas do local foram reconhecidas pela Unesco como parte do Patrimônio Cultural da Humanidade.